# Cynanthus latirostris
Cynanthus latirostris hay chim ruồi mỏ rộng là một loài chim trong họ Chim ruồi.

## Hình ảnh

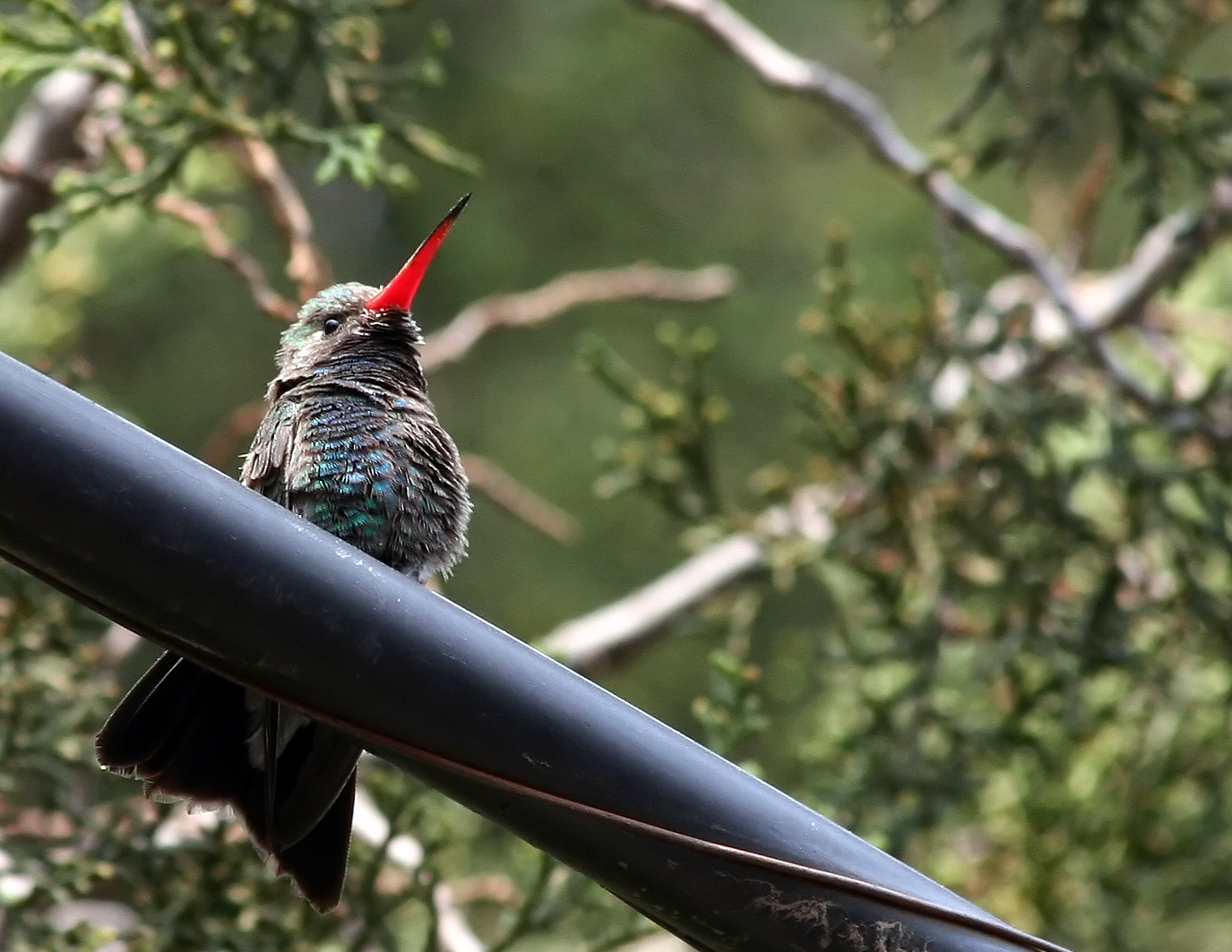
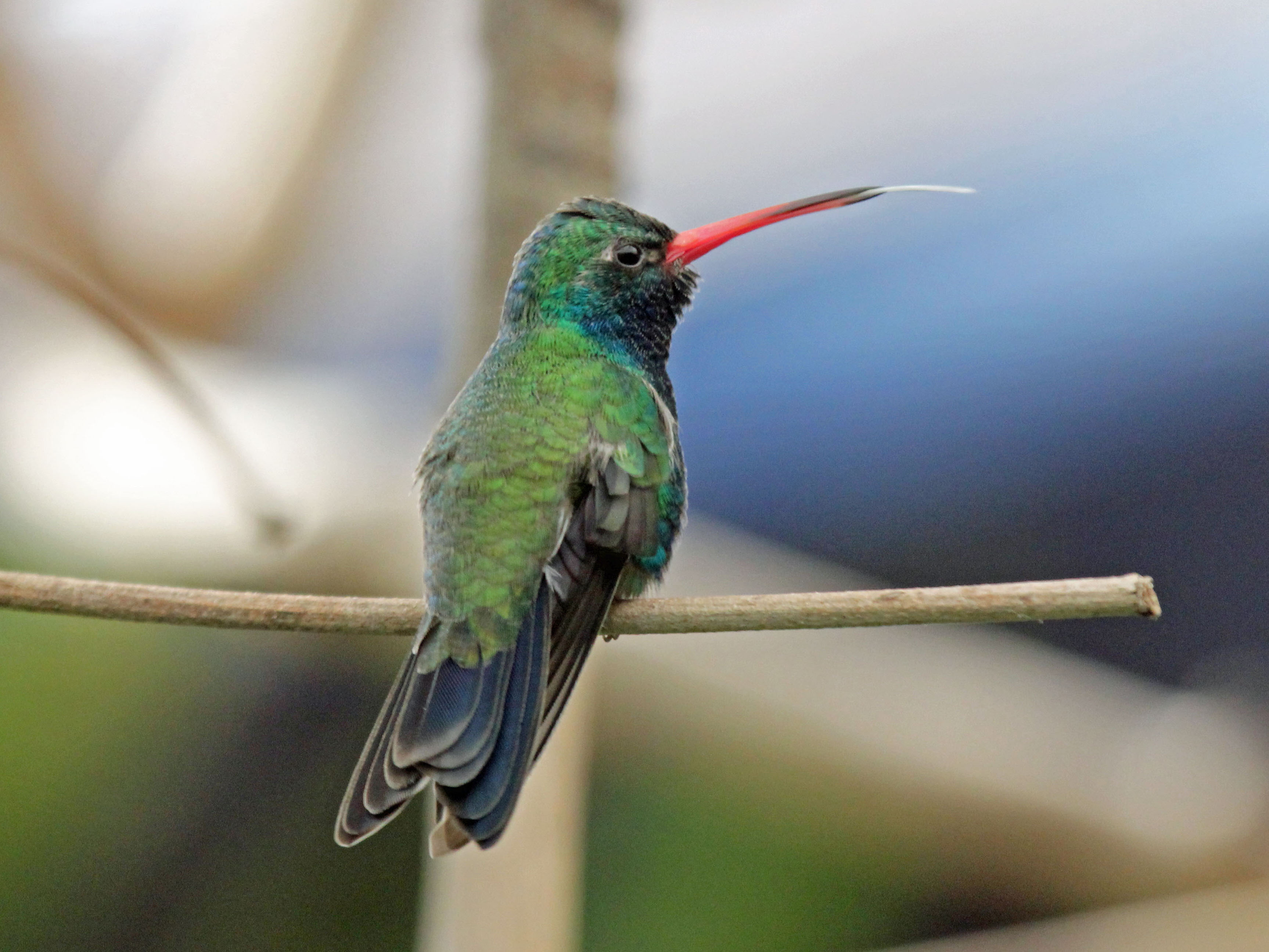